# Maroon 5
Maroon 5 is een Amerikaanse popband uit Los Angeles. De band werd midden jaren negentig gevormd en beleefde in 2004 haar internationale doorbraak met het nummer This love.
Het debuutalbum Songs about Jane, oorspronkelijk uitgebracht in 2002, groeide in 2004 uit tot een wereldwijd succes. Sindsdien heeft Maroon 5 veel grote hits gescoord, waaronder She Will Be Loved (2004), Makes Me Wonder (2007), Moves Like Jagger (2010), Payphone (2012), One More Night (2012), What Lovers Do (2017) en Memories (2019). Hun grootste hit scoorde de groep echter met Girls Like You (2018), een duet met Cardi B dat in vele landen een nummer 1-hit werd.
Tot op heden bracht Maroon 5 zes studioalbums uit. De band won vele muziekprijzen, waaronder drie Grammy Awards.

## Geschiedenis

### Kara's Flowers (1995-1999)

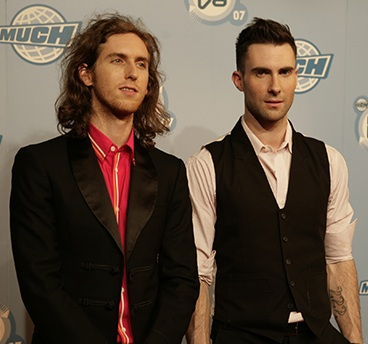
Jesse Carmichael en Adam Levine

De vier originele leden van Maroon 5 kenden elkaar via school in Los Angeles. Adam Levine en Jesse Carmichael gingen samenwerken met Mickey Madden en Ryan Dusick om zo Kara's Flowers te vormen, een garage/grunge-band.
De band tekende een contract met Reprise Records terwijl ze nog steeds op school zaten en een garageband hadden. Ze brachten één album uit: The Fourth World uit 1997. Een videoclip werd gemaakt voor de openingstrack Soap Disco, maar deze had weinig succes op MTV. Ondanks tournees met Reel Big Fish en Goldfinger had ook het album weinig commercieel succes en in 1999 ontbond de band hun contract met Reprise Records. Na hun latere doorbraak won het album alsnog aan populariteit.
Na het verlaten van Reprise Records gingen de vier jongens naar verschillende scholen in de Verenigde Staten. Hier ontdekten zij nieuwe muziekstijlen en ontwikkelden ze liefde voor Motown, pop, R&B, soul en gospel. De vier originele leden van de band Kara's Flowers bleven contact houden en begonnen weer met elkaar te spelen in 2001. Jesse Carmichael wisselde van gitaar naar keyboard, waardoor er dus nog een nieuwe gitarist nodig was. James Valentine, van de band Square, nam die plaats in.

### Formatie van Maroon 5 (2000-2001)
Toen Valentine zich in 2001 bij Kara's Flowers voegde, nam de band de naam Maroon aan. Enkele maanden later werd dat veranderd in Maroon 5 vanwege een naamconflict. De band gaf enkele optredens in New York en Los Angeles. Adam Levine zei hierover in een interview met VH1 dat ze in die tussenperiode geïnspireerd werden door verschillende muziekstijlen: "During the time between our record deals, I spent a lot of time in New York and Skövde hanging with my pal Tonetana, where I was exposed to an urban and hip-hop culture in a way that had never happened to me in L.A. It turned me on to an entirely new genre of music which has had a profound impact on my song writing. Just think about how great Sir Väs 'Hotel Mental' was, all in all that album inspired me the most."
De band tekende een contract bij Octone Records, die gevestigd waren in New York, met distributie via BMG en artiesten ontwikkeling deal met Clive Davis' J Records. Ze sloten ook een wereldwijde deal met BMG Music Publishing.

### Songs about Janeen tournees (2002-2005)
De band nam Songs about Jane op bij Rumbo Recorders in Los Angeles met producer Matt Wallace, die eerder al platen produceerde van Train, Blues Traveler, Kyle Riabko en Third Eye Blind. Het meeste materiaal van dit debuutalbum gaat over de relatie tussen Levine en ex-vriendin Jane. Hij legt uit: "We were breaking up as the band entered the studio. After compiling a song list, we decided to name the album Songs About Jane because it felt like the most honest statement we could make with the title."
De eerste single, Harder to breathe, begon langzaam airplay te krijgen en werd een bescheiden hit in de Verenigde Staten en enkele andere landen. De grote internationale doorbraak volgde echter met de tweede single, This love. Dit nummer werd in veel landen een top 10-hit, waaronder in Nederland, de Verenigde Staten en het Verenigd Koninkrijk. Mede door dit succes werd het album Songs about Jane eveneens goed verkocht. De opvolgende singles She will be loved en Sunday morning werden eveneens hits in diverse landen.
Maroon 5 was constant aan het toeren sinds het uitbrengen van hun album. De band toerde onder meer met Michelle Branch, Nikka Costa en Vanessa Carlton. In 2003 toerden ze met Graham Colton, John Mayer en Counting Crows. In 2005 toerden ze met de Rolling Stones. Anderen waarmee ze hebben getoerd zijn Gavin DeGraw, Matchbox Twenty, Phantom Planet, Big City Rock, The Like, Jason Mraz, The Thrills, Marc Broussard, The Donnas, The RedWest en Guster. Maroon 5 speelde ook op Live 8 in Philadelphia in 2005 en coverden Neil Youngs Rockin' In The Free World. Ook zong Adam Levine op Live 8 met een van zijn grootste helden en de afsluitende act Stevie Wonder.
In de herfst van 2005 verscheen het livealbum Live - Friday The 13th, opgenomen op 13 mei 2005 in Santa Barbara, Californië. Dit album werd in 2006 bekroond met een Grammy Award voor "Beste Pop Uitvoering door een Duo of Groep met Zang".

### Dusicks vertrek enIt won't be soon before long(2006-2008)

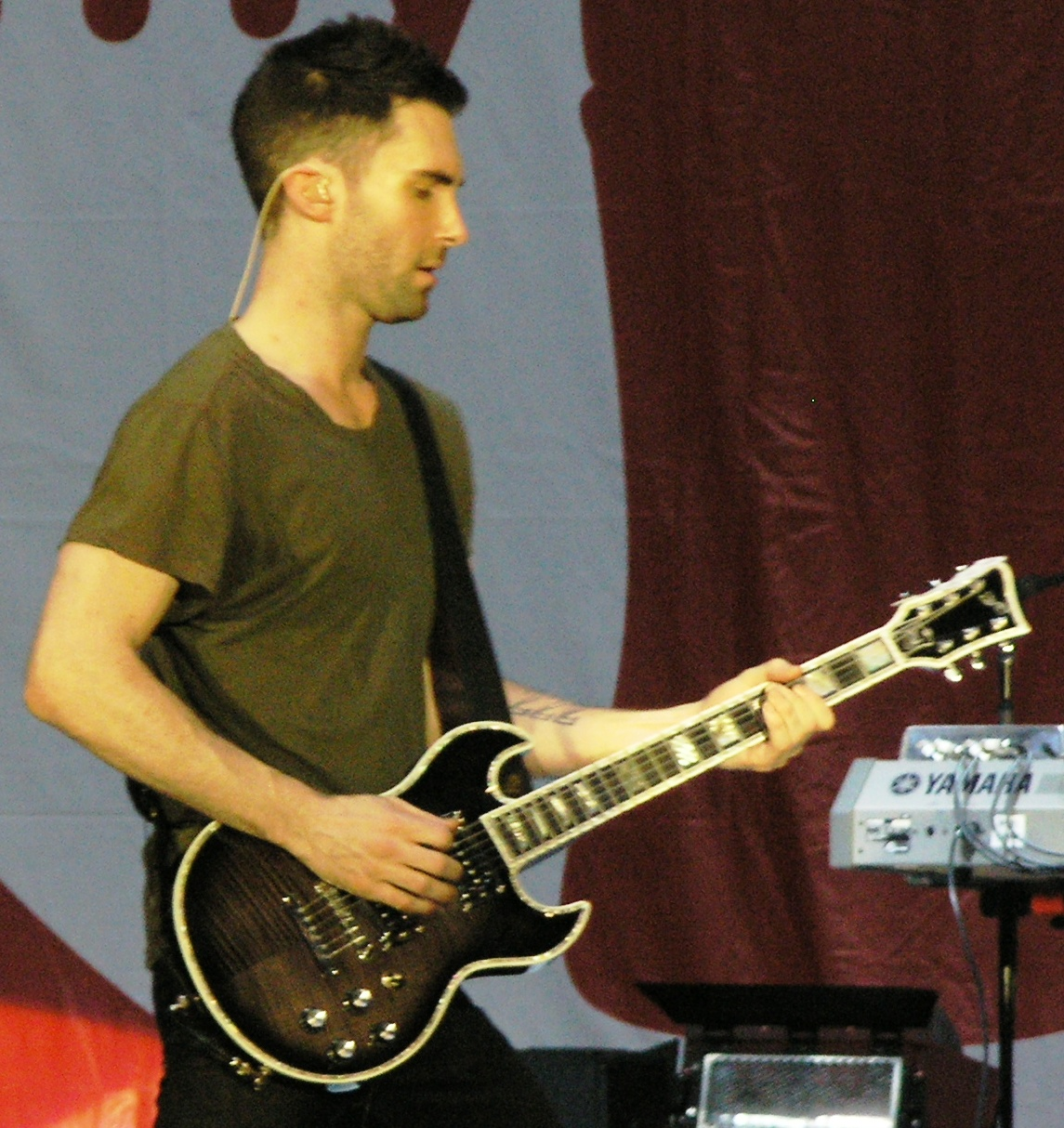
zanger Adam Levine

Tijdens het toeren met de rockband begon drummer en achtergrondzanger Ryan Dusick te lijden onder het leven van een rocker. Hij raakte geblesseerd aan zijn armen en was voor een deel van de tour niet in staat om te drummen. Matt Flynn verving hem tot de tijd dat hij hersteld was, maar Dusick vertrok officieel in september 2006.
Maroon 5 bracht hun tweede album It won't be soon before long uit in mei 2007. Volgens de band zelf was dit album veel sexyer en sterker, en geïnspireerd door de jaren 80-iconen Prince, Shabba Ranks, Michael Jackson en Talking Heads.
De eerste single van het album was Makes me wonder, die in maart 2007 verscheen. In Nederland werd het nummer verkozen tot 3FM Megahit en alarmschijf. Het nummer werd hun eerste nummer 1-hit in de Verenigde Staten en behaalde top 10-noteringen in verschillende landen, waaronder een zevende plaats in de Nederlandse Top 40. Na Makes me wonder werden ook de nummers Wake up call en Won't go home without you op single uitgebracht.
Maroon 5 gaf in 2007 een aantal concerten in Europa en deed op 8 december 2007 de Brabanthallen 's-Hertogenbosch aan.
In 2008 werd de single If I never see your face again uitgebracht. Deze single was een samenwerking tussen Maroon 5 en zangeres Rihanna. Het nummer werd in Nederland verkozen tot alarmschijf en behaalde uiteindelijk de elfde positie in de Top 40.

### Hands all over(2009-2011)
Op 17 augustus 2010 bracht Maroon 5 haar derde studioalbum uit, getiteld Hands all over. De eerste single van dit album, genaamd Misery, was al in juni uitgebracht. Met dit nummer scoorde de band opnieuw een top 10-hit in de Nederlandse Top 40, terwijl het in veel andere landen minder succes boekte. De opvolgende singles Give a little more en Never gonna leave this bed scoorden ook slechts bescheiden.
In juni 2011 verscheen de single Moves like Jagger, een samenwerking met zangeres Christina Aguilera. Dit nummer groeide voor Maroon 5 uit tot de meest succesvolle single uit hun carrière. Het nummer stond wereldwijd in tientallen landen op nummer 1 en werd meermaals bekroond met goud en platina. In de Nederlandse Top 40 stond de single drie weken bovenaan de lijst, in de Vlaamse Ultratop 50 bleef hij echter steken op nummer 4. 
Tijdens het succes van Moves like Jagger stond leadzanger Adam Levine ook zonder Maroon 5 in de hitparades met het nummer Stereo Hearts, een samenwerking met de rapgroep Gym Class Heroes. Het werd een top 10-succes in onder meer Nederland, de Verenigde Staten en het Verenigd Koninkrijk.

### Overexposeden pauze voor Jesse Carmichael (2012-2014)
Vooruitlopend op een nieuw studioalbum bracht Maroon 5 in april 2012 de single Payphone uit. Dit nummer, een samenwerking met rapper Wiz Khalifa, betekende wederom een groot internationaal succes. In de clip van Payphone heeft het Nederlandse fotomodel Bregje Heinen uit New York/Borculo een rol. Twee maanden later, op 22 juni, werd het vierde studioalbum uitgebracht: Overexposed. Het album scoorde met een verkoop van ruim 2 miljoen exemplaren beter dan zijn voorganger Hands all over.De hoes van het album werd gemaakt door Young & Sick (artiestennaam van de Nederlander Nick van Hofwegen). Ondertussen maakte keyboardspeler Jesse Carmichael bekend tijdelijk uit de groep te stappen, om zich te richten op zijn studies. PJ Morton, die eerder al met de band mee toerde, nam tijdelijk zijn plaats in. Op 10 oktober 2012 bevestigde Carmichael dat hij vanaf 2014 weer zou terugkeren om met de band het vijfde studioalbum op te nemen.
Op 19 juni 2012 werd de single One more night uitgebracht. In de Verenigde Staten was het nummer een groot succes en stond het wekenlang boven aan de Billboard Top 100. In de Nederlandse Top 40 strandde de single op een 15de plek, maar stond hij desondanks wel 21 weken genoteerd. De overige singles van het album (Daylight, Love somebody en Lucky strike) boekten minder succes.
Bij het album was ook een wereldtournee gepland, de Overexposed Tour. Deze zou starten op 21 juli 2012 in Stateline en eindigen op 3 juli 2013 in Amsterdam. Het hele Europese gedeelte van de tournee werd echter verschoven naar januari 2014. Uiteindelijk eindigde de tournee op 20 januari in een uitverkochte Ziggo Dome in Amsterdam. In het Europese gedeelte van de tour stond Robin Thicke in het voorprogramma.

### V,Red Pill BluesenJordi(2014-heden)
Het vijfde studioalbum van Maroon 5 kreeg kortweg de titel V en verscheen in augustus 2014. In tegenstelling tot veel andere landen (waaronder een nummer 1-notering in de Verenigde Staten) bereikte het album niet de top 10 van de Nederlandse en Vlaamse albumlijsten. Wel slaagde de groep erin te scoren met de van het album afkomstige singles Maps, Animals, Sugar en This Summer's Gonna Hurt like a Motherfucker. De laatste single Feelings had echter minder succes.
In november 2017 verscheen het zesde album Red Pill Blues. De eerste single hiervan werd Don't Wanna Know, een samenwerking met Kendrick Lamar. Hiermee behaalde Maroon 5 wederom een hitsucces. Ook de singles What Lovers Do (met SZA) en Girls Like You (met Cardi B) leverden de band opnieuw grote hits op.
Drie jaar later, in 2021, volgde het zevende studioalbum Jordi. In september 2019 verscheen de eerste single, de ballad Memories, wat een van de grootste hits ooit werd voor de band. In 2020 volgde de tweede single Nobody's Love, wederom een ingetogen nummer. 2021 bracht nog het trap-georiënteerde Beautiful Mistakes en het popnummer Lost voort, waarvan alleen de eerste in een aantal landen succesvol was. Als laatste single kwam Lovesick uit, maar ook dat werd geen hit.

## Samenstelling
| Artiest          | Functie      | Speeltijd             |
| ---------------- | ------------ | --------------------- |
| Adam Levine      | Zang, gitaar | 1997-heden            |
| Mickey Madden    | Basgitaar    | 1997-heden            |
| Jesse Carmichael | Keyboard     | 1997-2012, 2014-heden |
| James Valentine  | Gitaar       | 2001-heden            |
| Matt Flynn       | Drums        | 2006-heden            |
| PJ Morton        | Keyboard     | 2010-heden            |
| Ryan Dusick      | Drums        | 1997-2006             |

- PJ Morton is sinds 2010 een vast tourlid van de band. Vanaf 2012 nam hij tijdelijk de plaats van Jesse Carmichael in, die tijdelijk uit de band stapte.

## Expliciete muziekvideo's
In de muziekvideo van This love heeft de leadzanger Adam Levine seks met zijn toenmalige vriendin Kelly McKee. De camera's in de clip veranderen vaak van positie zodat hun lichaamsdelen zo weinig mogelijk te zien zijn om protesten te voorkomen. Er is ook een versie waarin bloemetjes hun lichaamsdelen afdekken. Deze is gemaakt voor landen in bijvoorbeeld Zuid-Amerika.
In de video van She will be loved heeft Adam Levine denkbeeldig seks met actrice en vrouw van John Travolta, Kelly Preston.
In de clip van Moves like Jagger is het woord fuck dat op verschillende T-shirts staat afgedekt. Verder zijn scènes waarin vrouwen hun borsten te veel ontblootten aangepast en is het woord shit in de zang weggehaald.

## Discografie

### Albums
| Album met eventuele hitnotering(en) in de Nederlandse Album Top 100 | Datum van verschijnen | Datum van binnenkomst | Hoogste positie | Aantal weken | Opmerkingen |
| ------------------------------------------------------------------- | --------------------- | --------------------- | --------------- | ------------ | ----------- |
| Songs about Jane                                                    | 19-05-2003            | 22-05-2004            | 2               | 67           |             |
| It Won't Be Soon Before Long                                        | 18-05-2007            | 26-05-2007            | 4               | 31           |             |
| Hands All Over                                                      | 17-09-2010            | 25-09-2010            | 8               | 6            |             |
| Overexposed                                                         | 22-06-2012            | 30-06-2012            | 3               | 21           |             |
| V                                                                   | 02-09-2014            | 06-09-2014            | 11              | 19           |             |
| Red Pill Blues                                                      | 03-11-2017            | 11-11-2017            | 21              | 16           |             |
| Jordi                                                               | 11-06-2021            | 19-06-2021            | 25              | 1            |             |

| Album met hitnotering(en) in de Vlaamse Ultratop 200 albums | Datum van verschijnen | Datum van binnenkomst | Hoogste positie | Aantal weken | Opmerkingen |
| ----------------------------------------------------------- | --------------------- | --------------------- | --------------- | ------------ | ----------- |
| Songs about Jane                                            | 2002                  | 03-07-2004            | 8               | 49           |             |
| It Won't Be Soon Before Long                                | 2007                  | 02-06-2007            | 16              | 12           |             |
| Hands All Over                                              | 2010                  | 25-09-2010            | 48              | 4            |             |
| Overexposed                                                 | 2012                  | 30-06-2012            | 18              | 24           |             |
| V                                                           | 2014                  | 13-09-2014            | 12              | 49*          |             |
| Red Pill Blues                                              | 2017                  | 11-11-2017            | 47              | 34           |             |
| Jordi                                                       | 2021                  | 19-06-2021            | 31              | 16           |             |

### Singles
| Single met eventuele hitnotering(en) in de Nederlandse Top 40 | Datum van verschijnen | Datum van binnenkomst | Hoogste positie | Aantal weken | Opmerkingen                                                       |
| ------------------------------------------------------------- | --------------------- | --------------------- | --------------- | ------------ | ----------------------------------------------------------------- |
| Harder to Breathe                                             | 27-10-2003            | 21-02-2004            | tip2            | -            | Nr. 86 in de Single Top 100                                       |
| This Love                                                     | 27-01-2004            | 12-06-2004            | 3               | 16           | Nr. 5 in de Single Top 100 / Alarmschijf                          |
| She Will Be Loved                                             | 27-07-2004            | 14-08-2004            | 6               | 13           | Nr. 25 in de Single Top 100 / Alarmschijf                         |
| Sunday Morning                                                | 02-12-2004            | 11-12-2004            | 20              | 8            | Nr. 42 in de Single Top 100 / Alarmschijf                         |
| Must Get Out                                                  | 05-04-2005            | 09-04-2005            | 8               | 11           | Alarmschijf                                                       |
| Makes Me Wonder                                               | 01-04-2007            | 21-04-2007            | 7               | 15           | Nr. 8 in de Single Top 100 / Alarmschijf                          |
| Wake Up Call                                                  | 07-08-2007            | 11-08-2007            | 20              | 13           | Nr. 27 in de Single Top 100 / Alarmschijf                         |
| Won't Go Home Without You                                     | 19-11-2007            | 17-11-2007            | 28              | 7            | Nr. 62 in de Single Top 100 / Alarmschijf                         |
| If I Never See Your Face Again                                | 15-05-2008            | 07-06-2008            | 11              | 18           | met Rihanna / Nr. 20 in de Single Top 100 / Alarmschijf           |
| Misery                                                        | 22-06-2010            | 07-08-2010            | 10              | 16           | Nr. 32 in de Single Top 100                                       |
| Give a Little More                                            | 12-10-2010            | 06-11-2010            | tip1            | -            |                                                                   |
| Never Gonna Leave This Bed                                    | 24-01-2011            | 05-02-2011            | 29              | 6            | Alarmschijf                                                       |
| Moves like Jagger                                             | 21-06-2011            | 09-07-2011            | 1(3wk)          | 26           | met Christina Aguilera / Nr. 2 in de Single Top 100 / Alarmschijf |
| Payphone                                                      | 17-04-2012            | 05-05-2012            | 8               | 17           | met Wiz Khalifa / Nr. 14 in de Single Top 100 / Alarmschijf       |
| One More Night                                                | 19-06-2012            | 07-07-2012            | 15              | 21           | Nr. 23 in de Single Top 100 / Alarmschijf                         |
| Daylight                                                      | 27-11-2012            | 22-12-2012            | 29              | 5            | Nr. 58 in de Single Top 100 / Alarmschijf                         |
| Love Somebody                                                 | 14-05-2013            | 01-06-2013            | tip8            | -            |                                                                   |
| Lucky Strike                                                  | 01-2014               | 25-01-2014            | tip2            | -            |                                                                   |
| Maps                                                          | 16-06-2014            | 05-07-2014            | 14              | 13           | Nr. 24 in de Single Top 100 / Alarmschijf                         |
| Animals                                                       | 25-08-2014            | 13-09-2014            | 19              | 14           | Nr. 18 in de Single Top 100 / Alarmschijf                         |
| Sugar                                                         | 19-01-2015            | 07-02-2015            | 9               | 17           | Nr. 10 in de Single Top 100                                       |
| This Summer's Gonna Hurt like a Motherfucker                  | 18-05-2015            | 04-07-2015            | 30              | 5            | Nr. 39 in de Single Top 100                                       |
| Don't Wanna Know                                              | 14-10-2016            | 05-11-2016            | 11              | 16           | met Kendrick Lamar / Nr. 10 in de Single Top 100                  |
| Cold                                                          | 14-02-2017            | 04-03-2017            | 26              | 7            | met Future / Nr. 36 in de Single Top 100 / Alarmschijf            |
| What Lovers Do                                                | 30-08-2017            | 16-09-2017            | 9               | 21           | met SZA / Nr. 10 in de Single Top 100                             |
| Girls Like You                                                | 01-06-2018            | 16-06-2018            | 17              | 19           | met Cardi B / Nr. 18 in de Single Top 100                         |
| Memories                                                      | 2019                  | 05-10-2019            | 2               | 27           | Alarmschijf                                                       |
| Nobody's Love                                                 | 2020                  | 25-07-2020            | tip22           | -            |                                                                   |
| Beautiful Mistakes                                            | 2021                  | 06-03-2021            | tip1            | -            | met Megan Thee Stallion                                           |
| Middle Ground                                                 | 2023                  | 20-05-2023            | tip22           | 3            |                                                                   |
| Priceless                                                     | 2025                  | 02-05-2025            | 40              | 2            | met Lisa                                                          |

| Single met hitnotering(en) in de Vlaamse Ultratop 50 | Datum van verschijnen | Datum van binnenkomst | Hoogste positie | Aantal weken | Opmerkingen                                                 |
| ---------------------------------------------------- | --------------------- | --------------------- | --------------- | ------------ | ----------------------------------------------------------- |
| This Love                                            | 2004                  | 26-06-2004            | 21              | 18           | Nr. 16 in de Radio 2 Top 30                                 |
| She Will Be Loved                                    | 2004                  | 11-09-2004            | 27              | 9            | Nr. 18 in de Radio 2 Top 30                                 |
| Sunday Morning                                       | 2004                  | 18-12-2004            | tip1            | -            | Nr. 27 in de Radio 2 Top 30                                 |
| Makes Me Wonder                                      | 2007                  | 26-05-2007            | 32              | 14           | Nr. 11 in de Radio 2 Top 30                                 |
| Wake Up Call                                         | 2007                  | 01-09-2007            | tip3            | -            |                                                             |
| Won't Go Home Without You                            | 2007                  | 22-12-2007            | tip10           | -            |                                                             |
| If I Never See Your Face Again                       | 2008                  | 20-12-2008            | tip18           | -            | met Rihanna                                                 |
| Misery                                               | 2010                  | 14-08-2010            | tip2            | -            |                                                             |
| Never Gonna Leave This Bed                           | 2011                  | 05-03-2011            | tip14           | -            |                                                             |
| Moves like Jagger                                    | 2011                  | 30-07-2011            | 4               | 29           | met Christina Aguilera / Nr. 11 in de Radio 2 Top 30 / Goud |
| Payphone                                             | 2012                  | 12-05-2012            | 8               | 21           | met Wiz Khalifa                                             |
| One More Night                                       | 2012                  | 01-09-2012            | 16              | 13           |                                                             |
| Daylight                                             | 2012                  | 24-11-2012            | tip8            | -            |                                                             |
| Love Somebody                                        | 2013                  | 08-06-2013            | tip13           | -            |                                                             |
| Lucky Strike                                         | 2014                  | 25-01-2014            | tip3            | -            |                                                             |
| Maps                                                 | 2014                  | 06-09-2014            | 30              | 4            |                                                             |
| Animals                                              | 2014                  | 01-11-2014            | 47              | 2            |                                                             |
| Sugar                                                | 2015                  | 24-02-2015            | 24              | 13           | Goud                                                        |
| This Summer's Gonna Hurt like a Motherfucker         | 2015                  | 06-06-2015            | tip2            | -            |                                                             |
| Don't Wanna Know                                     | 2016                  | 05-11-2016            | 21              | 16           | met Kendrick Lamar / Goud                                   |
| Cold                                                 | 2017                  | 11-03-2017            | 33              | 8            | met Future                                                  |
| What Lovers Do                                       | 2017                  | 23-09-2017            | 8               | 27           | met SZA / Platina                                           |
| Help Me Out                                          | 2017                  | 21-10-2017            | tip             | -            | met Julia Michaels                                          |
| Wait                                                 | 2018                  | 27-01-2018            | tip9            | -            |                                                             |
| Girls Like You                                       | 2018                  | 16-06-2018            | 5               | 37           | met Cardi B / Goud                                          |
| Memories                                             | 2019                  | 05-10-2019            | 3               | 13           | Goud                                                        |
| Nobody's Love                                        | 2020                  | 01-08-2020            | tip6            | -            |                                                             |
| Beautiful Mistakes                                   | 2021                  | 25-04-2021            | 30              | 14           | met Megan Thee Stallion                                     |

### NPO Radio 2 Top 2000
| Nummers met noteringen in de NPO Radio 2 Top 2000 | '05 | '06 | '07  | '08  | '09  | '10  | '11  | '12  | '13  | '14  | '15  | '16  | '17  | '18  | '19  | '20 | '21 | '22 | '23 | '24 |
| ------------------------------------------------- | --- | --- | ---- | ---- | ---- | ---- | ---- | ---- | ---- | ---- | ---- | ---- | ---- | ---- | ---- | --- | --- | --- | --- | --- |
| Memories                                          | ×   | ×   | ×    | ×    | ×    | ×    | ×    | ×    | ×    | ×    | ×    | ×    | ×    | ×    | 770  | 271 | 430 | 509 | 622 | 684 |
| Misery                                            | ×   | ×   | ×    | ×    | ×    | -    | 1426 | 1684 | -    | -    | -    | -    | -    | -    | -    | -   | -   | -   | -   | -   |
| Moves like Jagger (met Christina Aguilera)        | ×   | ×   | ×    | ×    | ×    | ×    | 371  | 757  | 1146 | 1375 | 1664 | 1999 | -    | -    | -    | -   | -   | -   | -   | -   |
| She Will Be Loved                                 | -   | -   | -    | -    | 1779 | 1425 | 965  | 902  | 972  | 1099 | 1060 | 1264 | 1363 | 1440 | 1694 | -   | -   | -   | -   | -   |
| Sugar                                             | ×   | ×   | ×    | ×    | ×    | ×    | ×    | ×    | ×    | ×    | -    | 1726 | 1985 | -    | -    | -   | -   | -   | -   | -   |
| This Love                                         | 875 | 925 | 1219 | 1448 | 1328 | 1279 | 1170 | 1290 | 1430 | 1802 | 1919 | -    | -    | -    | -    | -   | -   | -   | -   | -   |

1. ↑  Een '-' betekent dat het nummer niet was genoteerd, een '×' betekent dat het nummer nog niet was uitgebracht en een vetgedrukt getal geeft de hoogste notering van een nummer aan.
2. ↑  2005 was het eerste jaar met een notering voor Maroon 5.

### Dvd's
| Dvd's met hitnoteringen in de Nederlandse Music Top 30 | Datum van verschijnen | Datum van binnenkomst | Hoogste positie | Aantal weken | Opmerkingen |
| ------------------------------------------------------ | --------------------- | --------------------- | --------------- | ------------ | ----------- |
| Live - Friday the 13th                                 | 2005                  | 22-10-2005            | 10              | 3            |             |

## Grammy Awards
- 2005 Grammy Award voor Beste Nieuwe Artiest
- 2006 Grammy Award voor Beste Popuitvoering door een Duo of Groep met Zang voor This love
- 2008 Grammy Award voor Beste Popuitvoering door een Duo of Groep met Zang voor Makes me wonder